# Heliangelus regalis
El colibrí real, ángel-del-sol real (en Perú) o solángel real (en Ecuador) (Heliangelus regalis), es una especie de ave apodiforme de la familia Trochilidae, perteneciente al género Heliangelus. Es nativo de regiones andinas del noroeste de América del Sur. 

## Distribución y hábitat
Se distribuye por una restringida región del norte de Perú en la aislada cordillera del Cóndor (en Cajamarca) y en la pendiente oriental de la cordillera de los Andes (en San Martín), y en el extremo sureste de Ecuador en el valle de Nangaritza en Zamora Chinchipe.
Esta especie ocurre típicamente en un ambiente poco común en los bordes de varios tipos de hábitats; es más numerosa en el llamado matorral enano, un hábitat más xerófilo consistente de pastizales con bosques enanos con musgos con un dosel de cerca de cuatro metros de altura, arbustos bajos cubiertos de líquenes, plantas ericáceas, suculentas y helechos, adyacentes a áreas tipo sabana seca por un lado y bosque pigmeo húmedo más alto por el otros. En altitudes entre 1250 y 2200 m, pero más abundante por arriba de los 1500 m. En el norte de Perú, en la cordillera de Colán, fueron observado entre 550 y 700 m.

## Estado de conservación
El colibrí real había sido calificado como «amenazado» por la Unión Internacional para la Conservación de la Naturaleza (IUCN) hasta el año 2016, cuando fue re-calificado para «casi amenazado» debido a que su pequeña zona de distribución y su población, estimada entre 3000 y 9000 individuos maduros, se presumen estar en decadencia como resultado de la continua pérdida de hábitat.

## Descripción
Mide de 10 a 12 cm de longitud y pesa entre 4 y 5 g. Los ejemplares machos tienen un atractivo plumaje de color azul oscuro, casi negro, con una larga cola ahorquillada. Las hembras son de color verde oscuro en su parte superior, con el pecho y vientre de color pardo rojizo moteado en verde. Su cola ahorquillada es más corta que la de los machos.
Se alimentan de néctar de flores tales como Brachyotum quinquenerve (Melastomataceae), un arbusto bajo con flores tubulares rojo oscuro. También capturan insectos en vuelo.

## Sistemática

### Descripción original
La especie H. regalis fue descrita por primera vez por los ornitólogos estadounidenses John W. Fitzpatrick, David E. Willard & John Whittle Terborgh en 1979 bajo el mismo nombre científico; su localidad tipo es: «Cordillera del Cóndor, arriba de San José de Lourdes, Cajamarca, Perú, 5°02'S 78°51'W, elevación 1950 m.», el holotipo, un macho adulto recolectado el 14 de julio de 1976, se encuentra depositado en el Museo Americano de Historia Natural, en Nueva York, bajo el número  AMNH 823987.

### Etimología
El nombre genérico masculino «Heliangelus» se compone de las palabras del griego «hēlios» que significa ‘sol’, y «angelos» que significa ‘ángel’; y el nombre de la especie «regalis», en latín significa ‘real’.

### Taxonomía
El macho se distingue de todos los otros miembros de su género por su plumaje enteramente azul oscuro y por su cola muy furcada; la hembra se parece a las de sus congéneres, notablemente a Heliangelus mavors. Sin embargo, parece no estar cercanamente emparentado con ningunos de sus congéneres.

### Subespecies
Según las clasificaciones del Congreso Ornitológico Internacional (IOC) y Clements Checklist/eBird  se reconocen dos subespecies, con su correspondiente distribución geográfica:
- Heliangelus regalis regalis Fitzpatrick; Willard & Terborgh, 1979 – extremo sur de Ecuadory norte de Perú (Cajamarca, Amazonas) en la aislada cordillera del Cóndor y en la pendiente oriental de los Andes (San Martín, Loreto).
- Heliangelus regalis johnsoni Graves, Lane; O'Neill & Valqui, 2011 – Andes del norte de Perú, en la cordillera Azul.